# چکووده
چکووده (به لهستانی:  Czekołdy) یک روستا در لهستان است که در گمینا مونگکی واقع شده‌است.